# Remembered
Remembered è un album raccolta di Billy Stewart, pubblicato dalla Chess Records nel 1969. I brani del disco furono registrati al Ter-Mar Studios di Chicago, Illinois (Stati Uniti) nel periodo 1964-1968.

## Tracce
Lato A
1. Summertime – 2:39 (Ira Gershwin, DuBose Heyward, George Gershwin)
2. I Do Love You – 2:58 (Billy Stewart)
3. Over the Rainbow – 3:48 (Yip Harburg, Harold Arlen)
4. Temptations 'Bout to Get Me – 3:12 (Jimmy Diggs)
5. Fat Boy – 2:35 (Billy Stewart, Ellas McDaniel)
6. Sitting in the Park – 3:15 (Billy Stewart)

Lato B
1. Secret Love – 2:55 (Paul Francis Webster, Sammy Fain)
2. Moon River – 3:56 (Johnny Mercer, Henry Mancini)
3. Reap What You Sow – 2:30 (Billy Stewart)
4. Strange Feeling – 2:20 (Billy Stewart)
5. Why (Do I Love You So)? – 3:09 (Billy Stewart, Raynard Miner, Renée Marks)
6. Cross My Heart – 2:58 (Sidney Pinchback, Dave Henderson, Warren Haygood)

## Musicisti
- Billy Stewart - voce solista